# شركة نفط باز

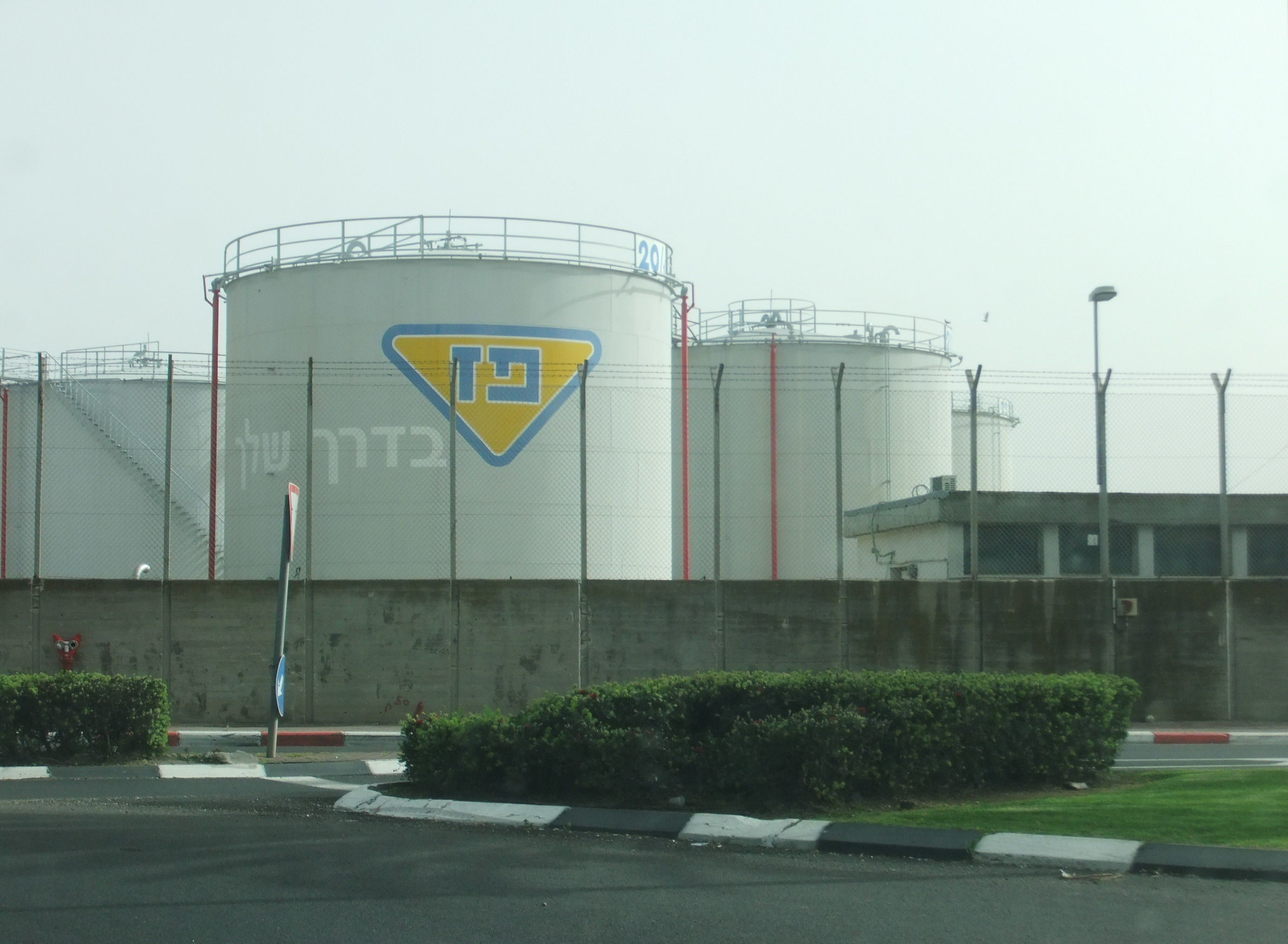
خزان لشركة باز قرب مطار اللد

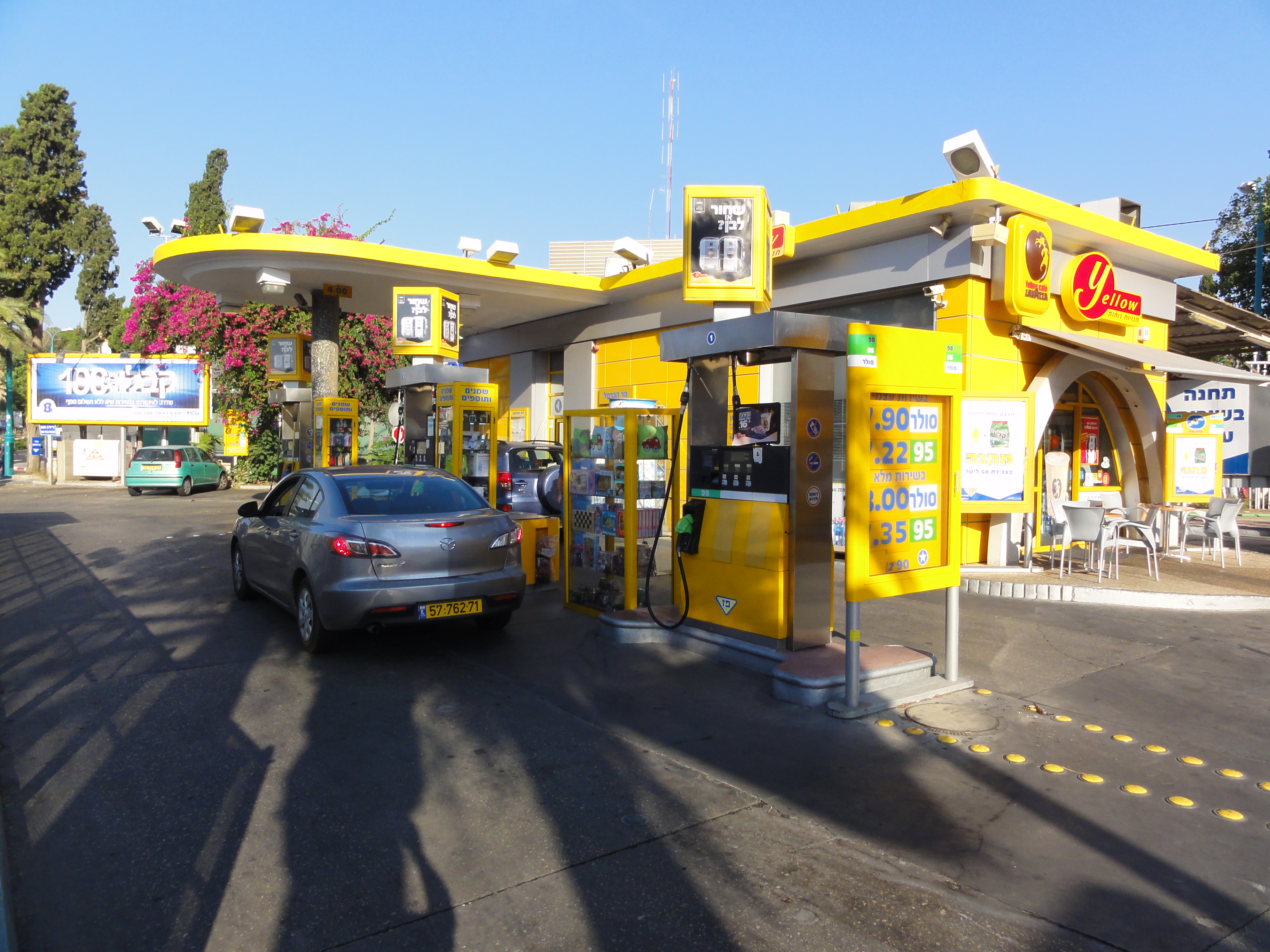
محطة محروقات تابعة للشركة، بالقرب من حيفا

شركة نفط باز هي أكبر شركة وقود إسرائيلية. تأسست في 1922. توزع مشتقات النفط وغاز نفطي مسال في كل انحاء إسرائيل .

## وصلات خارجية
- الموقع الإلكتروني